# Thomas Schmid (Manager)
Thomas Peter Schmid (* 30. Oktober 1975 in Kirchberg in Tirol) ist ein ehemaliger österreichischer Beamter und war von 2019 bis 2021 Alleinvorstand der Österreichischen Beteiligungs AG (ÖBAG), die hohe Beteiligungen der Republik Österreich an Industrieunternehmen verwaltet.
Schmid galt während seiner Beamtenkarriere als Parteigänger des JVP- und ÖVP-Parteiobmannes und späteren österreichischen Bundeskanzlers Sebastian Kurz. Öffentliche Bekanntheit erlangte er durch seine zentrale Rolle in der ÖVP-Korruptionsaffäre, die zu den Rücktritten von Sebastian Kurz als Bundeskanzler, Klub- und Parteiobmann sowie daran anschließend dessen völligem Rückzug aus der Politik führte.
Das Mobiltelefon Schmids, das kompromittierende Chat-Nachrichten enthielt, die die ÖVP-Korruptionsaffäre auslösten, wurde vom Nachrichtenmagazin Profil zum Menschen des Jahres 2021 gewählt, obgleich betreffende Chats genau genommen auf einer bei Schmid beschlagnahmten Netzwerkfestplatte mit Datensicherungsfunktion gefunden wurden, nachdem Schmid wenig zuvor sämtliche Chats auf seinem Mobiltelefon gelöscht hatte, wobei ihm die Existenz der automatisiert erstellten Sicherungskopien anscheinend nicht bewusst war.

## Leben

### Herkunft und Ausbildung
Schmid stammt aus Westendorf in Tirol und absolvierte nach dem Besuch der Handelsakademie Kitzbühel das Magisterstudium der Rechtswissenschaft (2002) und das Magisterstudium der Politikwissenschaft (2006) an der Universität Wien.

### Berufliche und politische Tätigkeit
Ab 2000 war er zunächst als Mitarbeiter in einer Rechtsanwaltskanzlei in Wien tätig und ab 2003 absolvierte er sein Gerichtsjahr. 2004 war er parlamentarischer Mitarbeiter von Paul Rübig im Europäischen Parlament, anschließend aufeinanderfolgend Pressereferent in zwei unterschiedlichen Ministerien. Von 2007 bis 2008 fungierte er als Büroleiter von Wolfgang Schüssel, damals Klubobmann der ÖVP im Nationalrat. Ab 2008 wirkte er als Pressesprecher im Außenministerium. 2013 wurde er als Kabinettschef ins Finanzministerium berufen. 2015 übernahm er dort zusätzlich die Funktion des Generalsekretärs. 2019 wurde er zum Vorstand der Österreichischen Beteiligungs AG bestellt. Am 8. Juni 2021 ist Schmid von dieser Funktion zurückgetreten und hat auch alle damit verbundenen Aufsichtsratsmandate zurückgelegt.

### Casinos-Affäre
Im September 2019 wurde bekannt, dass gegen Schmid eine anonyme Anzeige bei der Wirtschafts- und Korruptionsstaatsanwaltschaft (WKStA) auf Grund seiner mutmaßlichen Beteiligung an der Casinos-Affäre eingelangt war. Der Aufsichtsrat der Staatsholding entschied noch Mitte Mai 2021, dass dem Vorstandschef das Vertrauen nicht entzogen wird – trotz aktueller Ermittlungen wegen des Verdachts auf Kokain-Konsum. Die Frage, ob Bundeskanzler Sebastian Kurz bei der Bestellung von Thomas Schmid zum Alleinvorstand der ÖBAG nur informiert, aber nicht eingebunden gewesen war, beschäftigt die Wirtschafts- und Korruptionsstaatsanwaltschaft, die Kurz der dreimaligen Falschaussage im Untersuchungsausschuss zur Ibiza-Affäre beschuldigt. Schmid wird weiterhin zur Last gelegt, dass er die Ausschreibung für den ÖBAG-Vorstandsvorsitz auf sich selbst zugeschnitten und den Aufsichtsrat, der ihn später formell zum ÖBAG-Vorstand bestellte, selbst zusammengestellt hat. Vor seiner Bestellung zum ÖBAG-Vorstand bat Schmid den Kanzler Sebastian Kurz, ihn „nicht zu einem Vorstand ohne Mandate“ zu machen. Die Antwort von Kurz: „Kriegst eh alles, was du willst.“
Im November 2024 hat nach der WKStA und der OStA Wien auch das Justizministerium Schmids Kronzeugenantrag in der Casinos-Affäre bewilligt, wodurch Schmid der Kronzeugenstatus zuerkannt wurde, der an die Auflagen einer Geldbuße von 60.000 Euro und einer Teilschadengutmachung von 200.000 Euro geknüpft ist.

### ÖVP-Korruptionsaffäre
Am 6. Oktober 2021 wurde bekannt, dass Thomas Schmid zum Kreis der Beschuldigten in der ÖVP-Korruptionsaffäre zählt. Ihm wurden Untreue und Bestechlichkeit zur Last gelegt. Er soll, so legen es die an die Öffentlichkeit gelangten Chat-Protokolle nahe, das sogenannte Beinschab-Österreich-Tool entwickelt und, in Zusammenarbeit mit der Meinungsforscherin Sabine Beinschab und der Tageszeitung Österreich, gezielt die öffentliche Meinung manipuliert haben. Umfragen betreffend die Sonntagsfrage, die Beliebtheit von Sebastian Kurz und dessen politischen Ziele wurden nicht nur manipuliert, sie wurden anscheinend auch aus Mitteln des Finanzministeriums finanziert – ohne Wissen des damaligen Ministers Hansjörg Schelling.
Kurz vor Weihnachten 2021 wurde bekannt, dass Schmid dem ÖVP-nahen Manager Siegfried Wolf bei der Reduktion seiner Steuerschulden in siebenstelliger Höhe geholfen haben soll. Wolf hatte sich in der Steuersache auf Anraten von Altkanzler Wolfgang Schüssel (ÖVP) an Thomas Schmid gewandt. Eine willfährige Finanzbeamtin sei in Folge mit einer Beförderung belohnt worden. In diesem Rahmen erging von Schmid an einen Kabinettsmitarbeiter die Textnachricht: „Vergiss nicht – du hackelst im ÖVP Kabinett!! Du bist die Hure für die reichen!“ (sic!). Der Mitarbeiter bedankte sich für die Offenheit.
Schmid bezeichnete Menschen in Chats als „Pöbel“ (weil er seinen Diplomatenpass zurückgeben und auf die damit verbundenen Privilegien verzichten musste) und als „Tiere“ (weil er sich einen Strafregisterauszug persönlich im Amt abholen musste). Dies führte zu Empörung aller Oppositionsparteien und auch zu Unmut beim Koalitionspartner Die Grünen. Wenige Stunden nach seinem Rücktritt entschuldigte sich Schmid für seine Chats.
Im Februar 2022 wurde bekannt, dass Thomas Schmid seinen Wohnsitz nach Amsterdam verlegt hat und seiner Ladung zum ÖVP-Korruptions-Untersuchungsausschuss als Auskunftsperson nicht nachkommen wird. Gegenüber im Ausland wohnhaften Personen ist eine rechtliche Durchsetzung einer Ladung nicht möglich.
Ab Juni 2022 sagte Schmid nach einem Anwaltswechsel vor der WKStA aus. Im November 2022 wurde er aus der ÖVP ausgeschlossen.
Im Oktober 2024 hat sich die Finanzprokuratur als Anwältin der Republik Österreich dem von der WKStA geführten Ermittlungsverfahren in der ÖVP-Korruptionsaffäre als Privatbeteiligte angeschlossen, um Schadenersatzansprüche gegenüber Thomas Schmid gelten zu machen.
Im November 2024 stellte die WKStA ein Ermittlungsverfahren wegen des Verdachts der falschen Beweisaussage bei seiner Befragung als Auskunftsperson im Ibiza-Untersuchungsausschuss ein.

## Publikationen (Auswahl)
- Die Arbeitnehmerfreizügigkeit der Europäischen Union: die Entwicklung deren sozialer Dimension und die Auswirkungen auf den österreichischen Arbeitsmarkt nach der Erweiterung der EU. Hochschulschrift. Universität Wien, 2006.
- Europa jetzt erst recht. Warum scheinbar altmodische Ideen gerade für die Krise wichtig sind. In: Daniel Dettling, Christian Schüle: Minima Moralia der nächsten Gesellschaft. Verlag für Sozialwissenschaften, Wiesbaden 2009, S. 159–177.